# Осляк Іван Федорович
Іван Федорович Осляк (нар. 3 лютого 1917 — пом. 1995) — радянський та український науковець, ректор Житомирського педагогічного інституту.

## Життєпис
Іван Осляк народився 3 лютого 1917 року в селі Новоселівці Старобешівського району Сталінської (нині Донецька) області в багатодітній (семеро дітей) сім'ї селянина-середняка. Батько до 1930 року був одноосібником, з 1930 року — колгоспником.
Малий Іван спочатку вчився в Новоселівській початковій школі, у 1933 закінчив Андріївську семирічку. По закінченні школи, два роки працював в обласній конторі «Нафтозбут», займаючи посади конторника, статистика, референта та одночасно навчався у вечірній середній школі. Здобувши середню освіту, вступив на мовно-літературний факультет Сталінського державного педагогічного інституту, який закінчив напередодні війни.
З перших днів війни Іван Федорович — у лавах Радянської армії. Спочатку рядовий, згодом курсант, а з лютого 1942 — командир взводу зенітно-кулеметного батальйону, а затим і командир зенітно-кулеметної роти Центрального, а потім Західного фронту. Війну пройшов від початку до кінця. За мужність і відвагу удостоєний був нагород. Демобілізувався з армії у листопаді 1945 року.
Після демобілізації Іван Федорович з 1945 року по вересень 1951 працює асистентом у рідному інституті, згодом — старшим викладачем кафедри української літератури і заступником директора Сталінського учительського інституту. У червні 1951 Осляк захистив кандидатську дисертацію при інституті літератури ім. Т. Г. Шевченка Академії Наук УРСР. Після захисту дисертації працював з 1951 по 1953 завідувачем відділу художньої літератури і мистецтва Сталінського обкому партії, а з листопада 1953 по січень 1957 — начальником обласного управління культури Сталінської області.
В 1951 Іван Федорович повертається до педагогічної роботи і працює завідувачем кафедри української літератури рідного інституту.

### Робота у Житомирському державному педагогічному інституті
З лютого 1958 Осляк був призначений директором Житомирського державного педагогічного інституту ім. І.Франка. Обіймаючи посаду директора інституту, Осляк займався педагогічною, адміністративною роботою. Іван Федорович у своєму доробку мав 40 наукових робіт, з яких 34 було опубліковано, а також опублікував більше 50 науково-популярних статей. Крім того, він брав активну участь у суспільно-громадському житті інституту, міста, виступаючи з лекціями і доповідями перед студентами, вчителями міста і області, неодноразово обирався депутатом Житомирської міськради, був головою Президії обласного товариства «Знання», головою Товариства радянсько-чехословацької дружби.
За багаторічну сумлінну роботу з підготовки висококваліфікованих кадрів Іван Федорович був нагороджений дев'ятьма урядовими нагородами.
У 1970-ті роки духовного застою, ідеологічного диктату, роки «маланчуківщини», політичної цензури і політичних доносів Осляк, як і багато українських інтелігентів, зазнав політичних переслідувань. 20 вересня 1973 він був звільнений з посади ректора з таким формулюванням: «За безпринципне відношення до оцінки ідейно-хибної дисертації, яка була підготовлена в інституті, і грубе порушення представлення її до захисту».
Після звільнення з посади ректора Іван Федорович працював завідувачем кафедри української літератури, потім — доцентом кафедри до 1988 р. В цьому ж році він звільнився з роботи за власним бажанням. Проте він залишився у пам'яті студентів, викладачів, співробітників інституту як висококваліфікований педагог, винятково інтелігентна, чуйна, добра, порядна людина.
Помер Іван Федорович Осляк у 1995.

## Нагороди
- Орден Трудового Червоного Прапора (1961);
- Значок «Відмінник народної освіти УРСР» (1965);
- Значок «Відмінник народної освіти Узбецької РСР»;
- Медаль А. С. Макаренка (1969);
- Медаль Чехословацької республіки.